# ایوانا چوبوک
ایوانا چوبوک (به انگلیسی: Ivana Chubbuck) یک مربی بازیگری آمریکایی است که مدیر یک مدرسه بازیگری در لس آنجلس و همچنین میزبان کارگاه‌های بازیگری در سراسر جهان است.
او نویسنده کتاب پرفروش «قدرت بازیگر» می‌باشد که توسط نشر کتاب پنگوئن (Gotham) منتشر شده و همچنین به ۱۸ زبان ترجمه شده‌است.

## دانش آموزان برجسته
- جسیکا آلبا
- هلی بری[۳]
- آوریل بالبی
- بیانسه
- جیم کری
- تراویس فیمل
- جیمز فرانکو
- جرد لتو
- اوا مندس[۴]
- متیو پری
- برد پیت
- روپال[۵]
- یان سامرهالدر
- شارون استون[۶]
- شارلیز ترون[۷]
- لیو تایلر
- جان ویت[۶]